# Oscar alla miglior sceneggiatura originale
Il Premio Oscar alla miglior sceneggiatura originale (Academy Award for Best Original Screenplay) viene assegnato agli sceneggiatori, che hanno scritto un copione non basato su materiale già pubblicato, votati come migliori dall'Academy of Motion Picture Arts and Sciences, cioè l'ente che assegna gli Academy Awards, i celebri premi conosciuti in Italia come premi Oscar.
Fino al 1940 esisteva solamente un premio Oscar al miglior soggetto. Dal 1941 a quest'ultimo fu affiancato dall'Oscar alla migliore sceneggiatura originale. Dal 1958 le due categorie vennero combinate per onorare solo la sceneggiatura.

## Vincitori e candidati
L'elenco mostra i vincitori di ogni anno, seguiti dagli sceneggiatori che hanno ricevuto una nomination. Per ogni sceneggiatore viene indicato il film che gli ha valso la candidatura. Gli anni indicati sono quelli in cui è stato assegnato il premio e non quello in cui è stato diretto il film. Nel 1930 si sono svolte due diverse edizioni del premio, una ad aprile ed una a novembre, mentre nel 1933 non è stato assegnato alcun premio. Per maggiori informazioni si veda la voce Cerimonie dei premi Oscar.

### 1940
- 1941
  - Preston Sturges - Il grande McGinty (The Great McGinty)
  - Ben Hecht - Angeli del peccato (Angels over Broadway)
  - Norman Burnside, Heinz Herald e John Huston- Un uomo contro la morte (Dr. Ehrlich's Magic Bullet)
  - Charles Bennett e Joan Harrison - Il prigioniero di Amsterdam (Foreign Correspondent)
  - Charlie Chaplin - Il grande dittatore (The Great Dictator)
- 1942
  - Herman J. Mankiewicz e Orson Welles - Quarto potere (Citizen Kane)
  - Norman Krasna - Il diavolo si converte (The Devil and Miss Jones)
  - Abem Finkel, Harry Chandlee, Howard Koch e John Huston - Il sergente York (Sergeant York)
  - Karl Tunberg e Darrell Ware - Tall, Dark and Handsome
  - Paul Jarrico - Tom, Dick e Harry (Tom, Dick and Harry)
- 1943
  - Ring Lardner Jr. e Michael Kanin - La donna del giorno (Woman of the Year)
  - Michael Powell e Emeric Pressburger - Volo senza ritorno (One of Our Aircraft Is Missing)
  - Frank Butler e Don Hartman - Avventura al Marocco (Road to Morocco)
  - W. R. Burnett e Frank Butler - L'isola della gloria (Wake Island)
  - George Oppenheimer - The War Against Mrs. Hadley
- 1944
  - Norman Krasna - Sua Altezza è innamorata (Princess O'Rourke)
  - Dudley Nichols - Arcipelago in fiamme (Air Force)
  - Lillian Hellman - Fuoco a oriente (The North Star)
  - Noël Coward - Eroi del mare (In Which We Serve)
  - Allan Scott - Sorelle in armi (So Proudly We Hail!)
- 1945
  - Lamar Trotti - Wilson
  - Preston Sturges - Evviva il nostro eroe (Hail the Conquering Hero)
  - Richard Connell e Gladys Lehman - Due ragazze e un marinaio (Two Girls and a Sailor)
  - Jerome Cady - La nave senza nome (Wing and a Prayer)
  - Preston Sturges - Il miracolo del villaggio (The Miracle of Morgan's Creek)
- 1946
  - Richard Schweizer - Maria Luisa (Marie-Louise)
  - Philip Yordan - Lo sterminatore (Dillinger)
  - Myles Connolly - Marisa (Music for Millions)
  - Milton Holmes - La corsa della morte (Salty O'Rourke)
  - Harry Kurnitz - Al caporale piacciono le bionde (What Next, Corporal Hargrove?)
- 1947
  - Muriel Box e Sydney Box – Settimo velo (The Seventh Veil)
  - Anthony Veiller - I gangsters (The Killers)
  - Talbot Jennings e Sally Benson - Anna e il re del Siam (Anna and the King of Siam)
  - Sergio Amidei e Federico Fellini - Roma città aperta
  - David Lean, Anthony Havelock-Allan e Ronald Neame - Breve incontro (Brief Encounter)
- 1948
  - Sidney Sheldon - Vento di primavera (The Bachelor and the Bobby-Soxer)
  - Abraham Polonsky - Anima e corpo (Body and Soul)
  - Ruth Gordon e Garson Kanin - Doppia vita (A Double Life)
  - Charles Chaplin - Monsieur Verdoux
  - Sergio Amidei, Adolfo Franci, Cesare Giulio Viola e Cesare Zavattini - Sciuscià
- 1949 non assegnato

### 1950
- 1950
  - Robert Pirosh - Bastogne (Battleground)
  - Alfred Hayes, Federico Fellini, Sergio Amidei, Marcello Pagliero e Roberto Rossellini - Paisà
  - T. E. B. Clarke - Passaporto per Pimlico (Passport to Pimlico)
  - Helen Levitt, Janice Loeb e Sidney Meyers - L'escluso (The Quiet One)
  - Sidney Buchman - Non c'è passione più grande (Jolson Sings Again)
- 1951
  - Charles Brackett, Billy Wilder e D. M. Marshman Jr. - Viale del tramonto (Sunset Blvd.)
  - Ruth Gordon e Garson Kanin - La costola di Adamo (Adam's Rib)
  - Virginia Kellogg e Bernard C. Schoenfeld - Prima colpa (Caged)
  - Joseph L. Mankiewicz e Lesser Samuels - Uomo bianco, tu vivrai! (No Way Out)
  - Carl Foreman - Il mio corpo ti appartiene (The Men)
- 1952
  - Alan Jay Lerner - Un americano a Parigi (An American in Paris)
  - Billy Wilder, Lesser Samuels e Walter Newman - L'asso nella manica (The Big Carnival)
  - Philip Dunne - David e Betsabea (David and Bathsheba)
  - Clarence Greene e Russell Rouse - La bambina nel pozzo (The Well)
  - Robert Pirosh - Allo sbaraglio (Go for Broke!)
- 1953
  - T. E. B. Clarke - L'incredibile avventura di Mr. Holland (The Lavender Hill Mob)
  - Sydney Boehm - La città atomica (The Atomic City)
  - Terence Rattigan - Ali del futuro (Breaking the Sound Barrier)
  - Ruth Gordon e Garson Kanin - Lui e lei (Pat and Mike)
  - John Steinbeck - Viva Zapata!
- 1954
  - Charles Brackett, Walter Reisch e Richard Breen - Titanic
  - Betty Comden e Adolph Green - Spettacolo di varietà (The Band Wagon)
  - Richard Murphy - I topi del deserto (The Desert Rats)
  - Sam Rolfe e Harold Jack Bloom - Lo sperone nudo (The Naked Spur)
  - Millard Kaufman - Femmina contesa (Take the High Ground)
- 1955
  - Budd Schulberg - Fronte del porto (On the Waterfront)
  - Joseph L. Mankiewicz - La contessa scalza (The Barefoot Contessa)
  - William Rose - La rivale di mia moglie (Genevieve)
  - Valentine Davies e Oscar Brodney - La storia di Glenn Miller (The Glenn Miller Story)
  - Norman Panama e Melvin Frank - Un pizzico di follia (Knock on Wood)
- 1956
  - William Ludwig e Sonya Levien - Oltre il destino (Interrupted Melody)
  - Betty Comden e Adolph Green - È sempre bel tempo (It's Always Fair Weather)
  - Jacques Tati e Henri Marquet - Le vacanze del signor Hulot (Les vacances de Monsieur Hulot)
  - Milton Sperling e Emmet Lavery - Corte marziale (The Court-Martial of Billy Mitchell)
  - Melville Shavelson e Jack Rose - Eravamo sette fratelli (The Seven Little Foys)
- 1957
  - Albert Lamorisse - Il palloncino rosso (Le ballon rouge)
  - Robert Lewin - La soglia dell'inferno (The Bold and the Brave)
  - Andrew L. Stone - Salva la tua vita! (Julie)
  - William Rose - La signora omicidi (The Ladykillers)
  - Federico Fellini e Tullio Pinelli - La strada
- 1958
  - George Wells - La donna del destino (Designing Woman)
  - Leonard Gershe - Cenerentola a Parigi (Funny Face)
  - Ralph Wheelwright, R. Wright Campbell, Ivan Goff e Ben Roberts - L'uomo dai mille volti (Man of a Thousand Faces)
  - Barney Slater, Joel Kane e Dudley Nichols - Il segno della legge (The Tin Star)
  - Federico Fellini, Ennio Flaiano e Tullio Pinelli - I vitelloni
- 1959
  - Nedrick Young e Harold Jacob Smith - La parete di fango (The Defiant Ones)
  - Paddy Chayefsky - La divina (The Goddess)
  - James Edward Grant e William Bowers - La legge del più forte (The Sheepman)
  - Melville Shavelson e Jack Rose - Un marito per Cinzia (Houseboat)
  - Fay Kanin e Michael Kanin - 10 in amore (Teacher's Pet)

### 1960
- 1960
  - Russell Rouse, Clarence Greene, Stanley Shapiro e Maurice Richlin - Il letto racconta... (Pillow Talk)
  - François Truffaut e Marcel Moussy - I 400 colpi (Les quatre cents coups)
  - Ernest Lehman - Intrigo internazionale (North by Northwest)
  - Paul King, Joseph Stone, Stanley Shapiro e Maurice Richlin - Operazione sottoveste (Operation Petticoat)
  - Ingmar Bergman - Il posto delle fragole (Smultronstället)
- 1961
  - Billy Wilder e I. A. L. Diamond - L'appartamento (The Apartment)
  - Richard Gregson, Michael Craig e Bryan Forbes - La tortura del silenzio (The Angry Silence)
  - Norman Panama e Melvin Frank - Un adulterio difficile (The Facts of Life)
  - Marguerite Duras - Hiroshima mon amour
  - Jules Dassin - Mai di domenica (Never on Sunday)
- 1962
  - William Inge - Splendore nell'erba (Splendor in the Grass)
  - Stanley Shapiro e Paul Henning - Amore, ritorna! (Lover Come Back)
  - Federico Fellini, Tullio Pinelli, Ennio Flaiano e Brunello Rondi - La dolce vita
  - Sergio Amidei, Diego Fabbri e Indro Montanelli - Il generale Della Rovere
  - Valentin Ezhov e Grigori Chukhrai - Ballata di un soldato (Ballada o soldate)
- 1963
  - Ennio De Concini, Alfredo Giannetti e Pietro Germi - Divorzio all'italiana
  - Charles Kaufman e Wolfgang Reinhardt - Freud - Passioni segrete (Freud)
  - Alain Robbe-Grillet - L'anno scorso a Marienbad (L'année dernière à Marienbad)
  - Stanley Shapiro e Nate Monaster - Il visone sulla pelle (That Touch of Mink)
  - Ingmar Bergman - Come in uno specchio (Såsom i en spegel)
- 1964
  - James R. Webb - La conquista del West (How the West Was Won)
  - Elia Kazan - Il ribelle dell'Anatolia (America America)
  - Arnold Schulman - Strano incontro (Love with the Proper Stranger)
  - Pasquale Festa Campanile, Vasco Pratolini, Carlo Bernari, Massimo Franciosa e Nanni Loy - Le quattro giornate di Napoli
  - Federico Fellini, Ennio Flaiano, Tullio Pinelli e Brunello Rondi - 8½
- 1965
  - S. H. Barnett, Peter Stone e Frank Tarloff - Il gran lupo chiama (Father Goose)
  - Age & Scarpelli e Mario Monicelli - I compagni
  - Alun Owen - Tutti per uno (A Hard Day's Night)
  - Orville H. Hampton e Raphael Hayes - La dura legge (One Potato, Two Potato)
  - Jean-Paul Rappeneau, Ariane Mnouchkine, Daniel Boulanger e Philippe de Broca - L'uomo di Rio (L'Homme de Rio)
- 1966
  - Frederic Raphael - Darling
  - Age & Scarpelli, Mario Monicelli, Giorgio Salvioni, Tonino Guerra e Suso Cecchi D'Amico - Casanova '70
  - Jack Davies e Ken Annakin - Quei temerari sulle macchine volanti (Those Magnificent Men in Their Flying Machines)
  - Franklin Coen e Frank Davis - Il treno (The Train)
  - Jacques Demy - Les Parapluies de Cherbourg
- 1967
  - Claude Lelouch e Pierre Uytterhoeven - Un uomo, una donna (Un homme et une femme)
  - Michelangelo Antonioni, Tonino Guerra e Edward Bond - Blow-Up
  - Robert Ardrey - Khartoum
  - Billy Wilder e I. A. L. Diamond - Non per soldi... ma per denaro (The Fortune Cookie)
  - Clint Johnston e Don Peters - La preda nuda (The Naked Prey)
- 1968
  - William Rose - Indovina chi viene a cena? (Guess Who's Coming to Dinner)
  - David Newman e Robert Benton - Gangster Story (Bonnie and Clyde)
  - Jorge Semprún - La guerra è finita (La Guerre Est Finie)
  - Robert Kaufman e Norman Lear - Divorzio all'americana (Divorce American Style)
  - Frederic Raphael - Due per la strada (Two for the Road)
- 1969
  - Mel Brooks - Per favore, non toccate le vecchiette (The Producers)
  - Franco Solinas e Gillo Pontecorvo - La battaglia di Algeri
  - John Cassavetes - Volti (Faces)
  - Ira Wallach e Peter Ustinov - Milioni che scottano (Hot Millions)
  - Stanley Kubrick e Arthur C. Clarke - 2001: Odissea nello spazio (2001: A Space Odyssey)

### 1970
- 1970
  - William Goldman - Butch Cassidy (Butch Cassidy and the Sundance Kid)
  - Paul Mazursky e Larry Tucker - Bob & Carol & Ted & Alice
  - Nicola Badalucco, Enrico Medioli e Luchino Visconti - La caduta degli dei (La caduta degli dei)
  - Peter Fonda, Dennis Hopper e Terry Southern - Easy Rider
  - Walon Green, Roy N. Sickner e Sam Peckinpah - Il mucchio selvaggio (The Wild Bunch)
- 1971
  - Francis Ford Coppola e Edmund H. North - Patton, generale d'acciaio (Patton)
  - Bob Rafelson e Adrien Joyce - Cinque pezzi facili (Five Easy Pieces)
  - Norman Wexler - La guerra del cittadino Joe (Joe)
  - Erich Segal - Love Story
  - Éric Rohmer - La mia notte con Maud (Ma nuit chez Maud)
- 1972
  - Paddy Chayefsky - Anche i dottori ce l'hanno (The Hospital)
  - Elio Petri e Ugo Pirro - Indagine su un cittadino al di sopra di ogni sospetto
  - Andy Lewis e Dave Lewis - Una squillo per l'ispettore Klute (Klute)
  - Herman Raucher - Quell'estate del '42 (Summer of '42)
  - Penelope Gilliatt - Domenica, maledetta domenica (Sunday Bloody Sunday)
- 1973
  - Jeremy Larner - Il candidato (The Candidate)
  - Luis Buñuel e Jean-Claude Carrière - Il fascino discreto della borghesia (Le charme discret de la bourgeoisie)
  - Terence McCloy, Chris Clark e Suzanne de Passe - La signora del blues (Lady Sings the Blues)
  - Louis Malle - Soffio al cuore (Le souffle au coeur)
  - Carl Foreman - Gli anni dell'avventura (Young Winston)
- 1974
  - David S. Ward - La stangata (The Sting)
  - George Lucas, Gloria Katz e Willard Huyck - American Graffiti
  - Ingmar Bergman - Sussurri e grida (Viskningar och rop)
  - Steve Shagan - Salvate la tigre (Save the Tiger)
  - Melvin Frank e Jack Rose - Un tocco di classe (A Touch of Class)
- 1975
  - Robert Towne - Chinatown
  - Robert Getchell - Alice non abita più qui (Alice Doesn't Live Here Anymore)
  - Francis Ford Coppola - La conversazione (The Conversation)
  - Paul Mazursky e Josh Greenfeld - Harry e Tonto (Harry and Tonto)
  - François Truffaut, Jean-Louis Richard e Suzanne Schiffman - Effetto notte (La nuit américaine)
- 1976
  - Frank Pierson - Quel pomeriggio di un giorno da cani (Dog Day Afternoon)
  - Federico Fellini e Tonino Guerra - Amarcord
  - Claude Lelouch e Pierre Uytterhoeven - Tutta una vita (Toute une vie)
  - Ted Allan - Lies My Father Told Me (Lies My Father Told Me)
  - Robert Towne e Warren Beatty - Shampoo
- 1977
  - Paddy Chayefsky - Quinto potere (Network)
  - Jean-Charles Tacchella e Daniele Thompson - Cugino, cugina (Cousin, Cousine)
  - Walter Bernstein - Il prestanome (The Front)
  - Sylvester Stallone - Rocky
  - Lina Wertmüller - Pasqualino Settebellezze
- 1978
  - Woody Allen e Marshall Brickman - Io e Annie (Annie Hall)
  - Neil Simon - Goodbye amore mio! (The Goodbye Girl)
  - Robert Benton - L'occhio privato (The Late Show)
  - George Lucas - Guerre stellari (Star Wars)
  - Arthur Laurents - Due vite, una svolta (The Turning Point)
- 1979
  - Nancy Dowd, Waldo Salt e Robert C. Jones - Tornando a casa (Coming Home)
  - Ingmar Bergman - Sinfonia d'autunno (Autumn Sonata)
  - Michael Cimino, Deric Washburn, Louis Garfinkle e Quinn K. Redeker - Il cacciatore (The Deer Hunter)
  - Woody Allen - Interiors
  - Paul Mazursky - Una donna tutta sola (An Unmarried Woman)

### 1980
- 1980
  - Steve Tesich - All American Boys (Breaking Away)
  - Valerie Curtin e Barry Levinson - ...e giustizia per tutti (...And Justice for All)
  - Mike Gray, T.S. Cook e James Bridges - Sindrome cinese (The China Syndrome)
  - Robert Alan Aurthur e Bob Fosse - All That Jazz - Lo spettacolo comincia (All That Jazz)
  - Woody Allen e Marshall Brickman - Manhattan
- 1981
  - Bo Goldman - Una volta ho incontrato un miliardario (Melvin and Howard)
  - W. D. Richter e Arthur Ross - Brubaker
  - Christopher Gore - Saranno famosi (Fame)
  - Jean Gruault - Mio zio d'America
  - Nancy Meyers, Charles Shyer e Harvey Miller - Soldato Giulia agli ordini (Private Benjamin)
- 1982
  - Colin Welland - Momenti di gloria (Chariots of Fire)
  - Steve Gordon - Arturo (Arthur)
  - John Guare - Atlantic City, U.S.A. (Atlantic City)
  - Warren Beatty e Trevor Griffiths - Reds
  - Kurt Luedtke - Diritto di cronaca (Absence of Malice)
- 1983
  - John Briley - Gandhi
  - Barry Levinson - A cena con gli amici (Diner)
  - Melissa Mathison - E.T. l'extra-terrestre (E.T. the Extra-Terrestrial)
  - Douglas Day Stewart - Ufficiale e gentiluomo (An Officer and a Gentleman)
  - Murray Schisgal, Don McGuire e Larry Gelbart - Tootsie
- 1984
  - Horton Foote - Tender Mercies - Un tenero ringraziamento (Tender Mercies)
  - Lawrence Kasdan e Barbara Benedek - Il grande freddo (The Big Chill)
  - Ingmar Bergman - Fanny e Alexander (Fanny och Alexander)
  - Nora Ephron e Alice Arlen - Silkwood
  - Lawrence Lasker e Walter F. Parkes - Wargames - Giochi di guerra (WarGames)
- 1985
  - Robert Benton - Le stagioni del cuore (Places in the Heart)
  - Daniel Petri Jr. e Danilo Bach - Beverly Hills Cop - Un piedipiatti a Beverly Hills (Beverly Hills Cop)
  - Gregory Nava e Anna Thomas - El Norte
  - Lowell Ganz, Babaloo Mandel, Bruce Jay Friedman e Brian Grazer - Splash - Una sirena a Manhattan (Splash)
  - Woody Allen - Broadway Danny Rose
- 1986
  - William Kelley, Pamela Wallace e Earl W. Wallace - Witness - Il testimone (Witness)
  - Robert Zemeckis e Bob Gale - Ritorno al futuro (Back to the Future)
  - Terry Gilliam, Tom Stoppard e Charles McKeown - Brazil
  - Luis Puenzo e Aida Bortnik - La storia ufficiale (La historia oficial)
  - Woody Allen - La rosa purpurea del Cairo (The Purple Rose of Cairo)
- 1987
  - Woody Allen - Hannah e le sue sorelle (Hannah and Her Sisters)
  - Paul Hogan, Ken Shadie, e John Cornell - Mr. Crocodile Dundee (Crocodile Dundee)
  - Hanif Kureishi - My Beautiful Laundrette
  - Oliver Stone - Platoon
  - Oliver Stone e Richard Boyle - Salvador
- 1988
  - John Patrick Shanley - Stregata dalla luna (Moonstruck)
  - Louis Malle - Arrivederci ragazzi (Au Revoir Les Enfants)
  - James L. Brooks - Dentro la notizia - Broadcast News (Broadcast News)
  - John Boorman - anni quaranta (Hope and Glory)
  - Woody Allen - Radio Days
- 1989
  - Ronald Bass e Barry Morrow - Rain Man - L'uomo della pioggia (Rain Man)
  - John Cleese e Charles Crichton - Un pesce di nome Wanda (A Fish Called Wanda)
  - Naomi Foner - Vivere in fuga (Running on Empty)
  - Gary Ross e Anne Spielberg - Big
  - Ron Shelton - Bull Durham - Un gioco a tre mani (Bull Durham)

### 1990
- 1990
  - Tom Schulman - L'attimo fuggente (Dead Poets Society)
  - Woody Allen - Crimini e misfatti (Crimes and Misdemeanors)
  - Nora Ephron - Harry, ti presento Sally... (When Harry Met Sally…)
  - Spike Lee - Fa' la cosa giusta (Do the Right Thing)
  - Steven Soderbergh - Sesso, bugie e videotape (Sex, Lies, and Videotape)
- 1991
  - Bruce Joel Rubin - Ghost - Fantasma (Ghost)
  - Woody Allen - Alice
  - Barry Levinson - Avalon
  - Whit Stillman - Metropolitan
  - Peter Weir - Green Card - Matrimonio di convenienza (Green Card)
- 1992
  - Callie Khouri - Thelma & Louise
  - Lawrence Kasdan e Meg Kasdan - Grand Canyon - Il cuore della città (Grand Canyon)
  - Richard LaGravenese - La leggenda del re pescatore (The Fisher King)
  - John Singleton - Boyz n the Hood - Strade violente (Boyz n the Hood)
  - James Toback - Bugsy
- 1993
  - Neil Jordan - La moglie del soldato (The Crying Game)
  - Woody Allen - Mariti e mogli (Husbands and Wives)
  - George Miller e Nick Enright - L'olio di Lorenzo (Lorenzo's Oil)
  - John Sayles - Amori e amicizie (Passion Fish)
  - David Webb Peoples - Gli spietati (Unforgiven)
- 1994
  - Jane Campion - Lezioni di piano (The Piano)
  - Nora Ephron, David S. Ward e Jeff Arch - Insonnia d'amore (Sleepless in Seattle)
  - Jeff Maguire - Nel centro del mirino (In the Line of Fire)
  - Ron Nyswaner - Philadelphia
  - Gary Ross - Dave - Presidente per un giorno (Dave)
- 1995
  - Quentin Tarantino e Roger Avary - Pulp Fiction
  - Woody Allen e Douglas McGrath - Pallottole su Broadway (Bullets Over Broadway)
  - Richard Curtis - Quattro matrimoni e un funerale (Four Weddings and a Funeral)
  - Fran Walsh e Peter Jackson - Creature del cielo (Heavenly Creatures)
  - Krzysztof Kieślowski e Krzysztof Piesiewicz - Tre colori - Film rosso (Trois couleurs: Rouge)
- 1996
  - Christopher McQuarrie - I soliti sospetti (The Usual Suspects)
  - Randall Wallace - Braveheart - Cuore impavido (Braveheart)
  - Woody Allen - La dea dell'amore (Mighty Aphrodite)
  - Stephen J. Rivele, Christopher Wilkinson e Oliver Stone - Gli intrighi del potere - Nixon (Nixon)
  - Joel Cohen, Pete Docter, John Lasseter, Joe Ranft, Alec Sokolow, Andrew Stanton e Joss Whedon - Toy Story - Il mondo dei giocattoli (Toy Story)
- 1997
  - Joel ed Ethan Coen - Fargo
  - Cameron Crowe - Jerry Maguire
  - John Sayles - Stella solitaria (Lone Star)
  - Mike Leigh - Segreti e bugie (Secrets and Lies)
  - Jan Sardi e Scott Hicks - Shine
- 1998
  - Ben Affleck e Matt Damon - Will Hunting - Genio ribelle (Good Will Hunting)
  - Mark Andrus e James L. Brooks - Qualcosa è cambiato (As Good as It Gets)
  - Paul Thomas Anderson - Boogie Nights - L'altra Hollywood (Boogie Nights)
  - Woody Allen - Harry a pezzi (Deconstructing Harry)
  - Simon Beaufoy - Full Monty - Squattrinati organizzati (The Full Monty)
- 1999
  - Marc Norman e Tom Stoppard - Shakespeare in Love
  - Warren Beatty e Jeremy Pikser - Bulworth - Il senatore (Bulworth)
  - Vincenzo Cerami e Roberto Benigni - La vita è bella
  - Robert Rodat - Salvate il soldato Ryan (Saving Private Ryan)
  - Andrew Niccol - The Truman Show

### 2000
- 2000
  - Alan Ball - American Beauty
  - Charlie Kaufman - Essere John Malkovich (Being John Malkovich)
  - Paul Thomas Anderson - Magnolia
  - M. Night Shyamalan - The Sixth Sense - Il sesto senso (The Sixth Sense)
  - Mike Leigh - Topsy-Turvy - Sotto-sopra (Topsy-Turvy)
- 2001
  - Cameron Crowe - Quasi famosi (Almost Famous)
  - Lee Hall - Billy Elliot
  - Susannah Grant - Erin Brockovich - Forte come la verità (Erin Brockovich)
  - David Franzoni, John Logan e William Nicholson - Il gladiatore (Gladiator)
  - Kenneth Lonergan - Conta su di me (You Can Count on Me)
- 2002
  - Julian Fellowes - Gosford Park
  - Wes Anderson e Owen Wilson - I Tenenbaum (The Royal Tenenbaums)
  - Jean-Pierre Jeunet e Guillaume Laurant - Il favoloso mondo di Amélie (Le Fabuleux destin d'Amélie Poulain)
  - Jonathan Nolan e Christopher Nolan - Memento
  - Milo Addica e Will Rokos - Monster's Ball - L'ombra della vita (Monster's Ball)
- 2003
  - Pedro Almodóvar - Parla con lei (Hable con Ella)
  - Jay Cocks, Steven Zaillian e Kenneth Lonergan - Gangs of New York
  - Todd Haynes - Lontano dal paradiso (Far from Heaven)
  - Nia Vardalos - Il mio grosso grasso matrimonio greco (My Big Fat Greek Wedding)
  - Alfonso Cuarón e Carlos Cuarón - Y tu mamá también - Anche tua madre (Y tu mamá también)
- 2004
  - Sofia Coppola - Lost in Translation - L'amore tradotto (Lost in Translation)
  - Denys Arcand - Le invasioni barbariche (Les invasions barbares)
  - Steven Knight - Piccoli affari sporchi (Dirty Pretty Things)
  - Andrew Stanton, Bob Peterson e David Reynolds - Alla ricerca di Nemo (Finding Nemo)
  - Jim Sheridan, Naomi Sheridan e Kirsten Sheridan - In America - Il sogno che non c'era (In America)
- 2005
  - Charlie Kaufman, Michel Gondry e Pierre Bismuth - Se mi lasci ti cancello (Eternal Sunshine of the Spotless Mind)
  - John Logan - The Aviator
  - Keir Pearson e Terry George - Hotel Rwanda
  - Brad Bird - Gli Incredibili - Una "normale" famiglia di supereroi (The Incredibles)
  - Mike Leigh - Il segreto di Vera Drake (Vera Drake)
- 2006
  - Paul Haggis e Robert Moresco - Crash - Contatto fisico (Crash)
  - George Clooney e Grant Heslov - Good Night, and Good Luck.
  - Woody Allen - Match Point
  - Noah Baumbach - Il calamaro e la balena (The Squid and the Whale)
  - Stephen Gaghan - Syriana
- 2007
  - Michael Arndt - Little Miss Sunshine
  - Guillermo Arriaga - Babel
  - Iris Yamashita e Paul Haggis - Lettere da Iwo Jima (Letters from Iwo Jima)
  - Guillermo del Toro - Il labirinto del fauno (El laberinto del Fauno)
  - Peter Morgan - The Queen - La regina (The Queen)
- 2008
  - Diablo Cody - Juno
  - Nancy Oliver - Lars e una ragazza tutta sua (Lars and the Real Girl)
  - Tony Gilroy - Michael Clayton
  - Jan Pinkava, Jim Capobianco e Brad Bird - Ratatouille
  - Tamara Jenkins - La famiglia Savage (The Savages)
- 2009
  - Dustin Lance Black - Milk
  - Mike Leigh - La felicità porta fortuna - Happy Go Lucky (Happy-Go-Lucky)
  - Courtney Hunt - Frozen River - Fiume di ghiaccio (Frozen River)
  - Martin McDonagh - In Bruges - La coscienza dell'assassino (In Bruges)
  - Andrew Stanton, Pete Docter e Jim Reardon - WALL•E

### 2010
- 2010
  - Mark Boal - The Hurt Locker
  - Quentin Tarantino - Bastardi senza gloria (Inglourious Basterds)
  - Alessandro Camon & Oren Moverman - Oltre le regole - The Messenger (The Messenger)
  - Joel ed Ethan Coen - A Serious Man
  - Bob Peterson, Pete Docter e Thomas McCarthy - Up
- 2011
  - David Seidler - Il discorso del re (The King's Speech)
  - Mike Leigh - Another Year
  - Scott Silver, Paul Tamasy e Eric Johnson - The Fighter
  - Christopher Nolan - Inception
  - Lisa Cholodenko e Stuart Blumberg - I ragazzi stanno bene (The Kids Are All Right)
- 2012
  - Woody Allen - Midnight in Paris
  - Michel Hazanavicius - The Artist
  - Annie Mumolo e Kristen Wiig - Le amiche della sposa (Bridesmaids)
  - J. C. Chandor - Margin Call
  - Asghar Farhadi - Una separazione (Jodāyi-e Nāder az Simin)
- 2013
  - Quentin Tarantino - Django Unchained
  - Michael Haneke - Amour
  - John Gatins - Flight
  - Wes Anderson e Roman Coppola - Moonrise Kingdom - Una fuga d'amore (Moonrise Kingdom)
  - Mark Boal - Zero Dark Thirty
- 2014
  - Spike Jonze  - Lei (Her)
  - David O. Russell e Eric Warren Singer - American Hustle - L'apparenza inganna (American Hustle)
  - Woody Allen - Blue Jasmine
  - Craig Borten e Melisa Wallack - Dallas Buyers Club
  - Bob Nelson - Nebraska
- 2015
  - Alejandro González Iñárritu, Nicolás Giacobone, Alexander Dinelaris e Armando Bo - Birdman
  - Richard Linklater - Boyhood
  - Dan Futterman e E. Max Frye - Foxcatcher - Una storia americana (Foxcatcher)
  - Wes Anderson - Grand Budapest Hotel (The Grand Budapest Hotel)
  - Dan Gilroy - Lo sciacallo - Nightcrawler (Nightcrawler)
- 2016
  - Tom McCarthy e Josh Singer - Il caso Spotlight (Spotlight)
  - Matt Charman, Joel Coen ed Ethan Coen - Il ponte delle spie (Bridge of Spies)
  - Alex Garland - Ex Machina
  - Josh Cooley, Ronnie del Carmen, Pete Docter e Meg LeFauve - Inside Out
  - Andrea Berloff, Jonathan Herman, S. Leight Savidge e Alan Wenkus - Straight Outta Compton
- 2017
  - Kenneth Lonergan - Manchester by the Sea
  - Damien Chazelle - La La Land
  - Yorgos Lanthimos e Euthymīs Filippou - The Lobster
  - Mike Mills - Le donne della mia vita (20th Century Women)
  - Taylor Sheridan - Hell or High Water
- 2018
  - Jordan Peele – Scappa - Get Out (Get Out)
  - Guillermo del Toro e Vanessa Taylor – La forma dell'acqua - The Shape of Water (The Shape of Water)
  - Greta Gerwig – Lady Bird
  - Emily V. Gordon e Kumail Nanjiani – The Big Sick - Il matrimonio si può evitare... l'amore no (The Big Sick)
  - Martin McDonagh – Tre manifesti a Ebbing, Missouri (Three Billboards Outside Ebbing, Missouri)
- 2019
  - Nick Vallelonga, Brian Currie e Peter Farrelly – Green Book
  - Deborah Davis e Tony McNamara – La favorita (The Favourite)
  - Paul Schrader – First Reformed - La creazione a rischio (First Reformed)
  - Alfonso Cuarón – Roma
  - Adam McKay – Vice - L'uomo nell'ombra (Vice)

### 2020
- 2020
  - Bong Joon-ho e Han Ji-won - Parasite (Gisaengchung)
  - Noah Baumbach - Storia di un matrimonio (Marriage Story)
  - Rian Johnson - Cena con delitto - Knives Out (Knives Out)
  - Sam Mendes e Krysty Wilson-Cairns - 1917
  - Quentin Tarantino - C'era una volta a... Hollywood (Once Upon a Time... in Hollywood)
- 2021
  - Emerald Fennell - Una donna promettente (Promising Young Woman)
  - Will Berson, Shaka King, Kenny Lucas e Keith Lucas - Judas and the Black Messiah
  - Lee Isaac Chung - Minari
  - Darius Marder, Abraham Marder e Derek Cianfrance - Sound of Metal
  - Aaron Sorkin - Il processo ai Chicago 7 (The Trial of the Chicago 7)
- 2022
  - Kenneth Branagh - Belfast
  - Adam McKay e David Sirota - Don't Look Up
  - Zach Baylin - Una famiglia vincente - King Richard (King Richard)
  - Paul Thomas Anderson - Licorice Pizza
  - Eskil Vogt e Joachim Trier - La persona peggiore del mondo (Verdens verste menneske)
- 2023
  - Daniel Kwan e Daniel Scheinert - Everything Everywhere All at Once
  - Martin McDonagh - Gli spiriti dell'isola (The Banshees of Inisherin)
  - Steven Spielberg e Tony Kushner - The Fabelmans
  - Todd Field - Tár
  - Ruben Östlund - Triangle of Sadness
- 2024
  - Justine Triet e Arthur Harari - Anatomia di una caduta (Anatomie d'une chute)
  - David Hemingson - The Holdovers - Lezioni di vita (The Holdovers)
  - Bradley Cooper e Josh Singer - Maestro
  - Samy Burch e Alex Mechanik - May December
  - Celine Song - Past Lives
- 2025
  - Sean Baker – Anora
  - Moritz Binder, Tim Fehlbaum e Alex David – September 5 - La diretta che cambiò la storia (September 5)
  - Brady Corbet e Mona Fastvold – The Brutalist
  - Jesse Eisenberg – A Real Pain
  - Coralie Fargeat – The Substance